# Relais 4 × 400 mètres masculin aux Jeux olympiques d'été de 1968
Navigation
Tokyo 1964 Munich 1972
L'épreuve du relais 4 × 400 mètres masculin aux Jeux olympiques de 1968 s'est déroulée les 19 et 20 octobre 1968 au Stade olympique universitaire de Mexico, au Mexique.  Elle est remportée par l'équipe des États-Unis qui établit un nouveau record du monde en 2 min 56 s 16.

## Résultats

### Finale
| Rang               | Athlète                                                                 | Pays                 | Temps         | Notes |
| ------------------ | ----------------------------------------------------------------------- | -------------------- | ------------- | ----- |
| Médaille d'or      | Vincent Matthews Ron Freeman Larry James Lee Evans                      | États-Unis           | 2 min 56 s 16 | WR    |
| Médaille d'argent  | Daniel Rudisha Hezahiah Nyamau Naftali Bon Charles Asati                | Kenya                | 2 min 59 s 6  |       |
| Médaille de bronze | Helmar Müller Manfred Kinder Gerhard Hennige Martin Jellinghaus         | Allemagne de l'Ouest | 3 min 00 s 5  |       |
| 4                  | Stanisław Grędziński Jan Balachowski Jan Werner Andrzej Badenski        | Pologne              | 3 min 00 s 5  |       |
| 5                  | Martin Winbolt-Lewis Colin Campbell David Hemery John Sherwood          | Royaume-Uni          | 3 min 01 s 2  |       |
| 6                  | George Simon Euric Bobb Benedict Cayenne Edwin Roberts                  | Trinité-et-Tobago    | 3 min 04 s 5  |       |
| 7                  | Sergio Ottolina Giacomo Puosi Furio Fusi Sergio Bello                   | Italie               | 3 min 04 s 6  |       |
| 8                  | Jean-Claude Nallet Jacques Carette Gilles Bertould Jean-Pierre Boccardo | France               | 3 min 07 s 5  |       |

## Légende
Records et Performances
- AR : Record continental (area record)
- CR : Record des championnats (championship record)
- MR : Record du meeting (meet record)
- NR : Record national (national record)
- OR : Record olympique (olympic record)
- PR : Record paralympique (paralympic record)
- PB : Record personnel (personal best)
- SB : Meilleure performance personnelle de la saison (season's best)
- WL : Meilleure performance mondiale de l'année (world leader)
- WJR : Record du monde junior (world junior record)
- WR : Record du monde (world record)

Circonstances et Conditions
- DNF : N'a pas terminé (did not finish)
- DNS : N'a pas pris le départ (did not start)
- DQ : Disqualification (disqualification)
- NM : Aucun essai valable enregistré (No Mark)
- Q : Qualifié « directement » au prochain tour (ou à la prochaine compétition), lors d'une compétition majeure, grâce au classement ou à la réalisation des minima (automatic qualifier)
- q : Qualifié au prochain tour (ou à la prochaine compétition), lors d'une compétition majeure, grâce au repêchage ou à la réalisation de l'une des meilleures performances parmi celles des « non qualifiés directement » (grâce au meilleur temps ou à la meilleure distance par exemple) (secondary qualifier)